# صالة عرض فني
دار العرض أو صالة عرض فني أو المعرض الفني أو القاعة (الفنية) هي غرفة أو مبنى تُعرض فيها الفنون المرئية. بداية من منتصف القرن الخامس عشر في الثقافة الغربية، كانت كلمة Gallery تشير إلى أي ممر طويل وضيق ومُغطى، وقد استخدمت لأول مرة بمعنى صالة عرض فنية في تسعينيات القرن التاسع عشر. استخدمت صالة العرض الطويلة في البيوت الإليزابيثية واليعقوبية للعديد من الأغراض بما فيها عرض الأعمال الفنية. تاريخيًا عُرِضَت الأعمال الفنية في البيوت كدليل على المكانة والثروة، والأعمال الفنية الدينية كجزء من الطقس الديني أو تصوير روايات الكتاب المقدس. كانت أولى صالات العرض في قصور الأرستقراطيين أو في الكنائس. ومع نمو المجموعات الفنية، خصصت مباني مستقلة لها، لتصبح لاحقا أول متاحف فنية.